# Anomalurus pelii
Anomalurus pelii är en däggdjursart som först beskrevs av Hermann Schlegel och Müller 1845.  Anomalurus pelii ingår i släktet egentliga taggsvansekorrar, och familjen taggsvansekorrar. IUCN kategoriserar arten globalt som otillräckligt studerad. Det svenska trivialnamnet Vitsvansad flygekorre/taggsvansekorre förekommer för arten.
Inga underarter finns listade i Catalogue of Life. Wilson & Reeder (2005) skiljer mellan två underarter.
Denna gnagare förekommer i västra Afrika i Ghana, Liberia och Elfenbenskusten. Habitatet utgörs av regnskogar.
Denna gnagare blir 40 till 46 cm lång (huvud och bål), har en 32 till 45 cm lång svans och väger 1,3 till 1,8 kg. Pälsen är på ovansidan och på nästan hela huvudet svartaktig. Kring öronen och vid nosen förekommer vit päls. Även undersidan, svansen och flygmembranens kanter är täckta av vit päls. Anomalurus pelii har vid svansens undersida nära roten 6 par fjäll som är utrustade med en tagg.
Individerna är aktiva på natten och klättrar huvudsakligen i träd. Vanligen lever en hane och en hona i par. Dessutom observerades mindre grupper med upp till 6 medlemmar. Gruppen vilar tillsammans i en hålighet i träd och börjar efter solnedgången leta efter föda. Arten äter främst bark samt några frukter, blad och blommor.  Honor kan ha två kullar per år och per kull föds upp till tre ungar.